# NSB Type 23
Die norwegische Dampflokomotivbaureihe NSB Type 23 wurde in zwei Varianten 1907 und 1911 von Hamar Jernstøberi in Hamar sowie 1924 und 1925 von Thunes mekaniske verksted in Oslo und Norsk Maskin Industri (Thune und Hamar) für Norges Statsbaner gebaut.

## Geschichte

### NSB Type 23a
Die erste Zweizylinder-Nassdampflokomotive mit Heusinger-Steuerung und der Achsfolge C von Hamar Jernstøberi erhielt die Nummer 159. Sie wurde 1907 für den Rangierdienst von Erzzügen in Narvik gebaut und hatten eine Achslast von 14 Tonnen. Ihr folgte 1911 ein zweites Exemplar, das die Nummer 165 erhielt.
Im Winter wurden die Lokomotiven für den Schneeräumdienst verwendet.

### NSB Type 23b
1924 baute Thunes mekaniske verksted mit den Nummern 439–443 sowie 1924 und 1925 das aus Thunes mekaniske verksted und Hamar Jernstøberi bestehende Konsortium Norsk Maskin Industri mit den Nummern 454–460 zwölf ähnliche, jedoch schwerere Lokomotiven, die als Typenreihe 23b bezeichnet wurden. Sie waren für den Rangierdienst im Süden des Landes vorgesehen.

## Einsatz und Verbleib
Die Lok 23a 165 wurde am 26. März 1960 nach fast 50 Dienstjahren ausgemustert. Die Lok 23a 159 wurde am 14. April 1969 ausgemustert und zur Verschrottung an Brødrene Holmlund in Narvik verkauft. Dort stand sie mehrere Jahre, bis sie im Mai 1978 dem Teknisk museum in Narvik übergeben wurde. Die Lokomotive wurde dann auf dem NSB-Gelände in Narvik abgestellt. Anfang der 1980er Jahre benötigte NSB diesen Platz und die Lok wurde an den Schrotthändler zurückgegeben und diesmal verschrottet. Sie war die Lokomotive, die von 1907 bis 1969 den längsten Zeitraum in Narvik im Betrieb stand und die letzte Dampflokomotive, die NSB in Narvik eingesetzt hatte.
Die Lokomotiven der Type 23b waren vorwiegend in Südnorwegen in den Distrikten Trondheim, Oslo und Drammen im Einsatz. Lediglich 23b 460 wurde am 1. Juli 1948 von Oslo nach Narvik überstellt, wo sie bis zur Umbeheimatung am 29. Oktober 1950 nach Trondheim blieb. Dort wurde sie mit den Nummern 442 und 454 sowie 457 in Oslo als letzte Lokomotiven der Serie am 9. November 1970 ausgemustert.
Erhalten blieben:
- 23b 442 steht als Schnittmodell im Norsk Teknisk Museum
- 23b 443, die am 22. Oktober 1970 ausgemustert wurde, gehört dem Norwegischen Eisenbahnmuseum. Nach langer Abstellzeit am Bahnhof Kornsjø wurde sie 1997 in das Maihaugen-Museum in Lillehammer gebracht.